# 1413
1413 (MCDXIII) fue un año común comenzado en domingo del calendario juliano.

## Acontecimientos
- 30 de octubre - El antipapa Juan XXIII convoca el Concilio de Constanza.
- Enrique V llega a ser Rey de Inglaterra.

## Nacimientos
- Alonso Carrillo de Acuña, arzobispo de Toledo
- Luis de Saboya, futuro II duque de Saboya, fallecido en 1465
- Joanot Martorell
- Juan Diego Cortés.

## Fallecimientos
- 20 de marzo - Enrique IV de Inglaterra (nacido en 1367)
- Tomás Arundel - arzobispo de Canterbury (nacido en 1353)
- Dawit I de Etiopía - (nacido en 1382)
- Bernat Metge